# Kenneth Walsh
Pour les articles homonymes, voir Walsh.
Kenneth Marshall Walsh, né le 11 février 1945 à Orange, est un nageur américain. Lors des Jeux olympiques d'été de 1968 disputés à Mexico, il a obtenu la médaille d'or lors des relais 4 × 100 m nage libre et 4 × 100 m quatre nages. En individuel, il a décroché la médaille d'argent au 100 mètres nage libre à six dixièmes de l'Australien Mike Wenden. Il avait battu un an plus tôt le record du monde de la distance lors des Jeux panaméricains.

## Palmarès

### Jeux olympiques
- médaille d'or au relais 4 × 100 m nage libre aux Jeux olympiques de Mexico en 1968
- médaille d'or au relais 4 × 100 m quatre nages aux Jeux olympiques de Mexico en 1968
- médaille d'argent au 100 m nage libre aux Jeux olympiques de Mexico en 1968

### Jeux panaméricains
- médaille d'or au relais 4 × 100 m nage libre à Winnipeg en 1967
- médaille d'or au relais 4 × 100 m quatre nages à Winnipeg en 1967